# فرودگاه بیکر
فرودگاه بیکر (به انگلیسی: Baker Airport) یک فرودگاه همگانی بهره‌برداری هوایی است که یک باند فرود آسفالت دارد و طول باند آن ۹۶۲ متر است. این فرودگاه در کشور ایالات متحده آمریکا قرار دارد و در ارتفاع ۲۸۱ متری از سطح دریا واقع شده‌است.